# 샛강역
샛강역(Saetgang Station, 賽江驛)은 서울특별시 영등포구 여의도동에 있는 서울 지하철 9호선과 서울 경전철 신림선의 환승역이다. 이 역은 9호선 환승역 중 유일무이하게 급행이 정차할 수 없는 역이다. 서울 지하철 9호선은 샛강 하저터널로 노량진역과 연결된다. 서울 경전철 신림선도 샛강 하저터널로 대방역과 연결된다. 서울 경전철 신림선은 이 역부터 관악산역까지 모두 지하 구간이다. 서울 경전철 신림선은 심야에 2편성이 주박한다.

## 역사
- 2008년 9월 18일 : 샛강역으로 역명 결정[3]
- 2009년 7월 24일: 서울 지하철 9호선 개화~신논현 구간 및 마곡나루역 개통과 함께 영업 개시
- 2022년 5월 28일: 서울 경전철 신림선 개통과 함께 환승역이 됨

## 역명 유래
역 바로 앞에 있는 여의도 샛강에서 유래하였다.

## 역 구조
9호선은 2면 2선 상대식 승강장, 신림선은 2면 2선 상대식 승강장이고, 9호선의 경우 상대식 승강장 사이에 통과선이 2선 있는 형태다. 한때는 일반열차가 급행열차를 먼저 보냈었으나, 현재는 RH시간대에 급행열차가 먼저 통과한다. 신림선의 개통으로 환승역이 됐음에도 불구하고 급행열차가 정차할수 있다. 두 노선 모두 스크린도어가 설치돼 있다.

### 9호선 승강장
| 여의도 ↑ |
| \| 하    |
| ↓ 노량진 |

| 하행 | ● 서울 지하철 9호선 | 일반 국회의사당 · 당산 · 염창 · 가양 · 마곡나루 · 김포공항 · 개화 방면 |
| 상행 | ● 서울 지하철 9호선 | 일반 노량진 · 동작 · 신논현 · 선정릉 · 종합운동장 · 중앙보훈병원 방면  |

### 신림선 승강장
| 시·종착역 |
| \| 상     |
| ↓대방     |

| 상 | ● 서울 경전철 신림선 | 당역종착                     |
| 하 | ● 서울 경전철 신림선 | 대방·신림·서원 · 관악산 방면 |

## 역 주변
| 나가는 곳 | 방면                                                                                           |
| --------- | ---------------------------------------------------------------------------------------------- |
| 1         | 금투센터(금융투자협회) KB금융타운                                                              |
| 2         | 한국방송공사별관                                                                               |
| 3         | 여의동주민센터 자매근린공원(앙카라공원) 영등포50플러스센터 가톨릭여의도성모병원 여의도침례교회 |
| 4         | 윤중초등학교 윤중중학교                                                                        |

## 사진

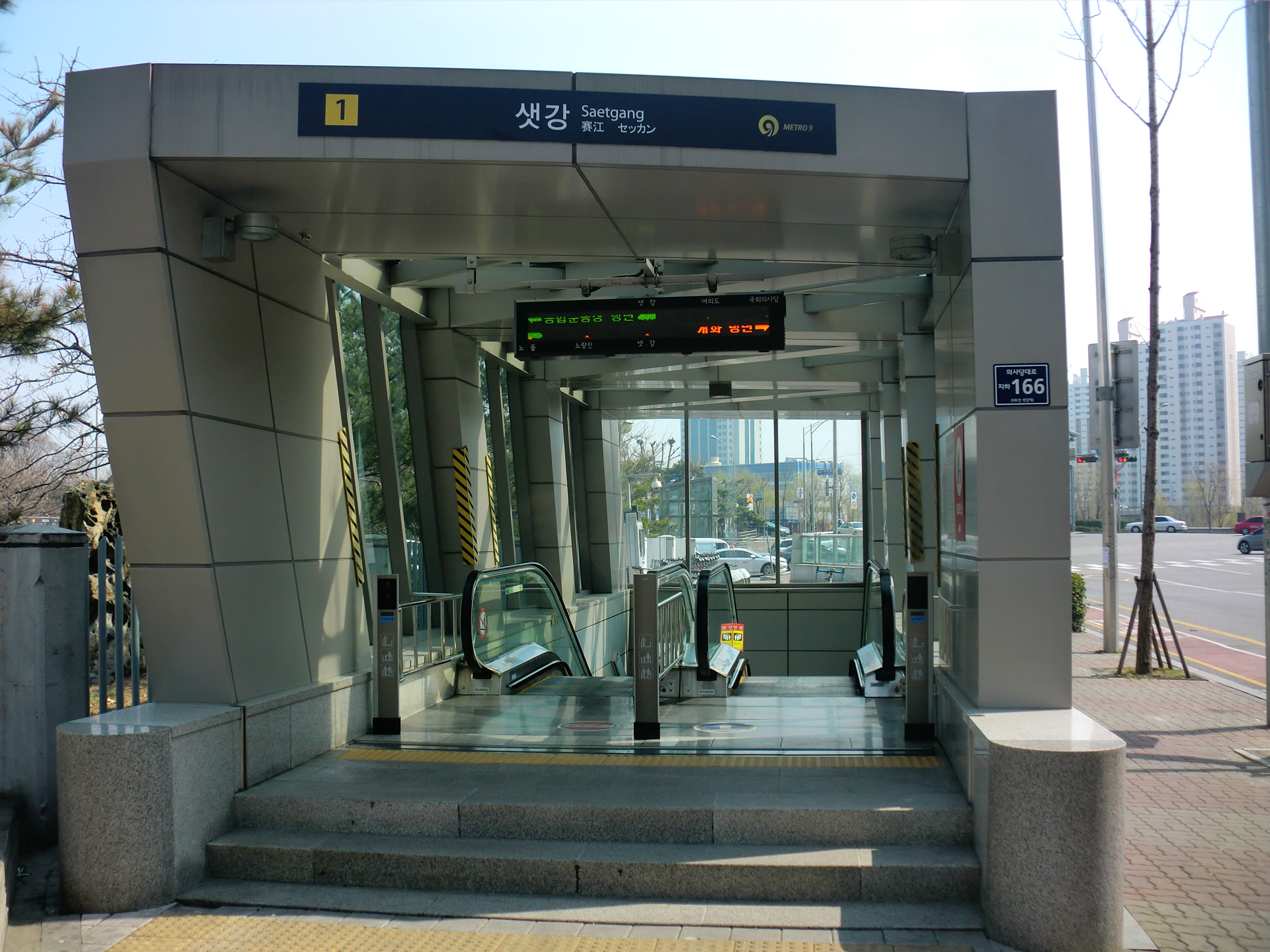
1번 출입구
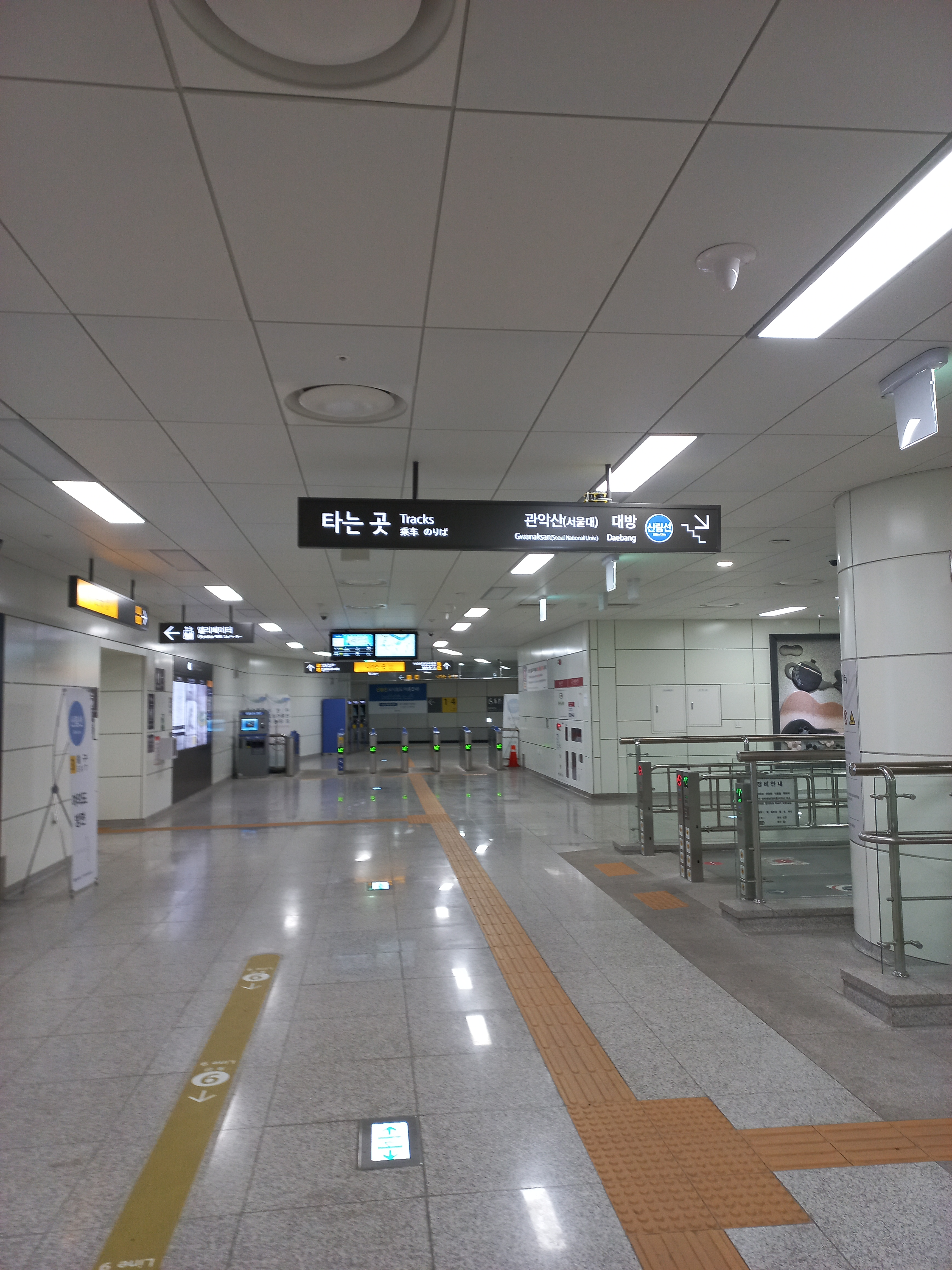
환승통로
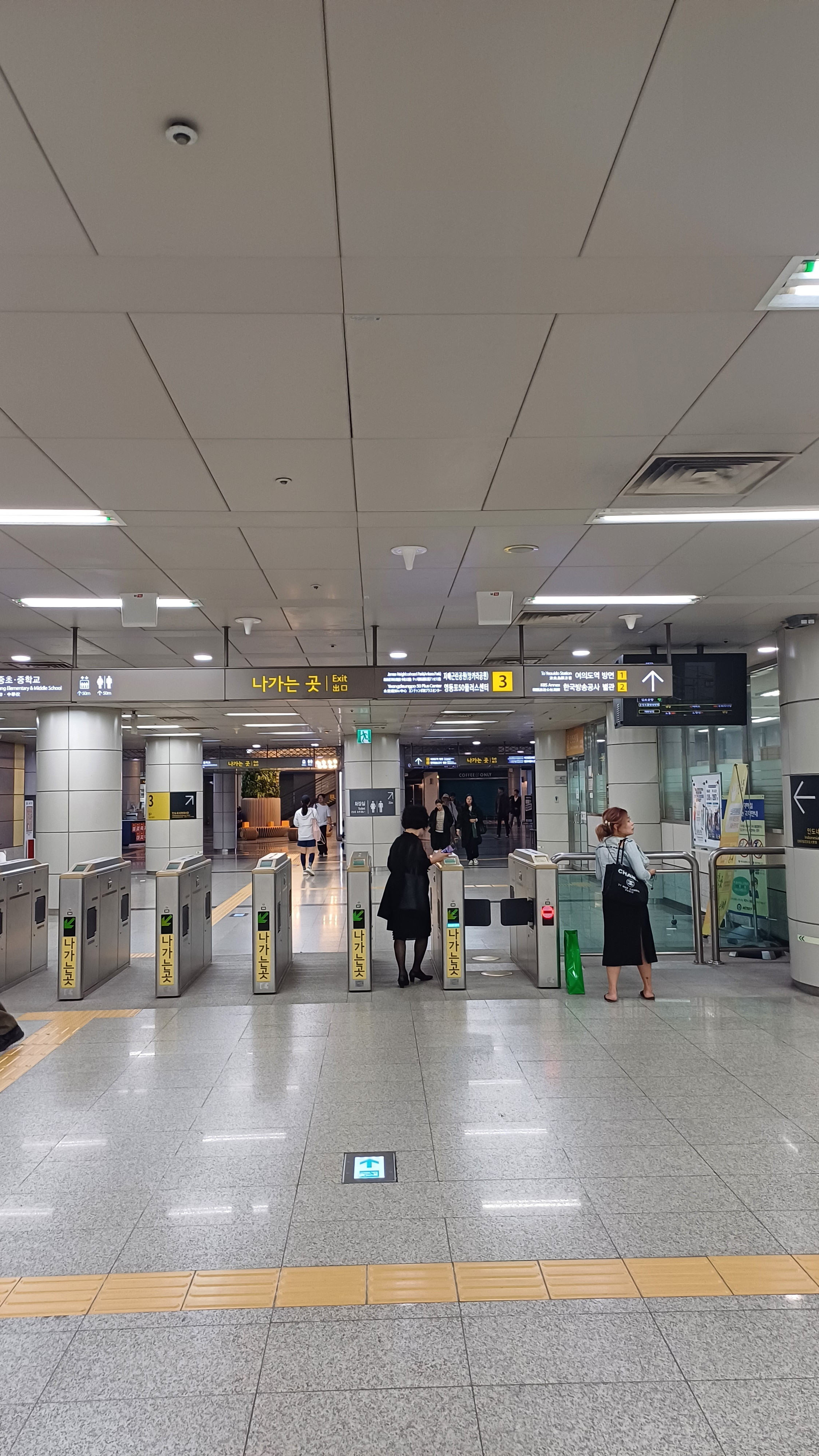
개찰구
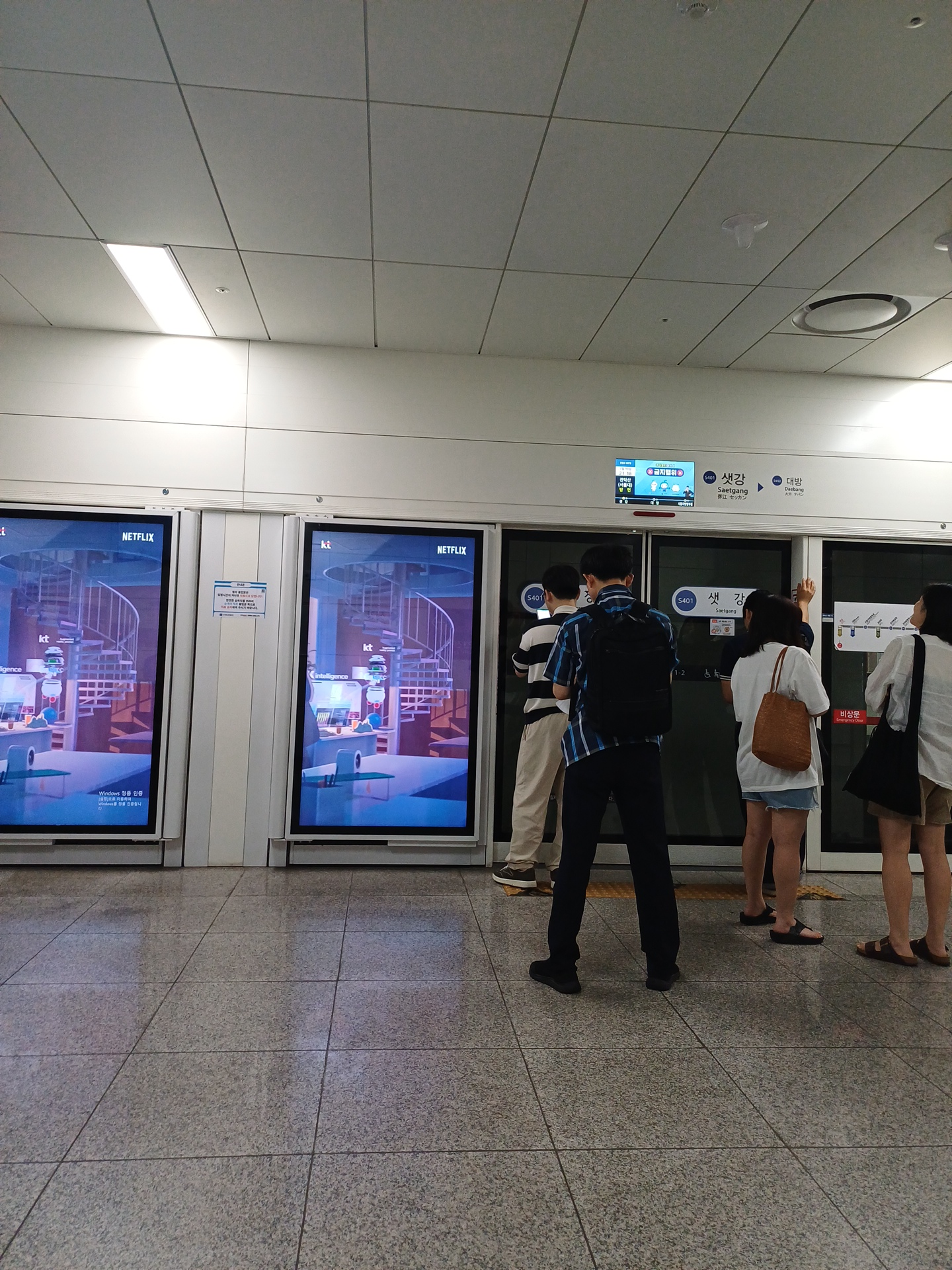
신림선 스크린도어

## 이용객 변동
2009년 자료는 개통일인 2009년 7월 24일부터 12월 31일까지인 161일치만이 반영된 것이다.
| 노선  | 노선 | 일평균 인원수 (명/일) | 일평균 인원수 (명/일) | 일평균 인원수 (명/일) | 일평균 인원수 (명/일) | 일평균 인원수 (명/일) | 일평균 인원수 (명/일) | 일평균 인원수 (명/일) | 일평균 인원수 (명/일) | 일평균 인원수 (명/일) | 각주  |
| 노선  | 노선 | 2009년                | 2010년                | 2011년                | 2012년                | 2013년                | 2014년                | 2015년                | 2016년                | 2017년                | 각주  |
| ----- | ---- | --------------------- | --------------------- | --------------------- | --------------------- | --------------------- | --------------------- | --------------------- | --------------------- | --------------------- | ----- |
| 9호선 | 승차 | 3,467                 | 4,378                 | 4,621                 | 5,280                 | 5,606                 | 5,624                 | 5,289                 | 5,032                 | 5,124                 | [ 4 ] |
| 9호선 | 하차 | 3,285                 | 4,421                 | 4,699                 | 5,413                 | 5,815                 | 5,807                 | 5,547                 | 5,364                 | 5,399                 | [ 4 ] |

## 인접한 역
| 서울 지하철 9호선    | 서울 지하철 9호선        | 서울 지하철 9호선            |
| -------------------- | ------------------------ | ---------------------------- |
| 915 여의도 개화 방면 | ● 서울 지하철 9호선 일반 | 917 노량진 중앙보훈병원 방면 |
| 서울 경전철 신림선   |                          |                              |
| 시·종착역            | ● 서울 경전철 신림선     | S402 대방 관악산 방면        |